# 카허 철로

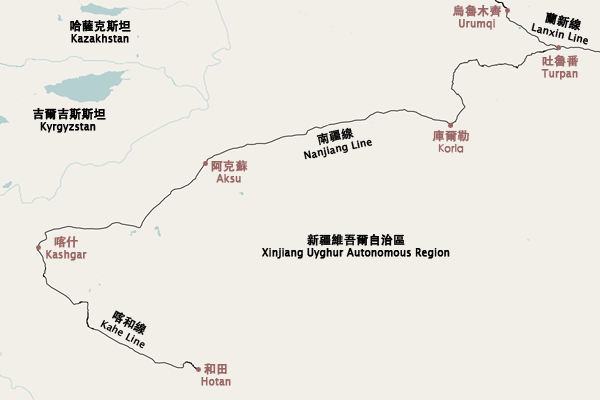
카허 철로의 노선도

카허 철로(중국어 간체자: 喀和铁路, 정체자: 喀和鐵路, 병음: Kahe Tielu)는 중국 국철 소속의 철도 노선으로, 신장 위구르 자치구 카슈가르 시의 카슈가르 역에서 호탄시에 위치한 호탄 역까지를 잇는다. 총연장은 488.27km이며 우루무치 철로국 산하에 있다.

## 노선
난장 철로의 종점 카슈가르에서 타클라마칸 사막의 남쪽 가장자리를 따라 옛날 실크로드(서역남로)의 서쪽 가까이에 있는 호탄까지 약 488km를 잇고 있다. 2008년 건설에 착수했고, 2010년 12월에 화물 운송을 시작, 2011년 6월부터 여객 영업을 시작했다. 따라서 직통 열차는 없지만, 시안과 베이징 등지에서 호탄까지 며칠 안에 왕래하는 것이 가능해졌다.

## 역 목록
| 역명        | 역명          | 역명       | 역간 거리 | 누적 거리 | 접속 노선            | 행정 구역          | 행정 구역              | 행정 구역   |
| 한국어      | 중국어 간체자 | 로마자     | 역간 거리 | 누적 거리 | 접속 노선            | 행정 구역          | 행정 구역              | 행정 구역   |
| ----------- | ------------- | ---------- | --------- | --------- | -------------------- | ------------------ | ---------------------- | ----------- |
| 카슈가르 역 | 喀什站        | Kashgar    | 0.0       | 0.0       | ■난장 철로           | 신장 위구르 자치구 | 카슈가르 지구          | 카슈가르 시 |
| 수러 역     | 疏勒站        | Shule      | 14        | 14        |                      | 신장 위구르 자치구 | 카슈가르 지구          | 수러 현     |
| 아크토 역   | 阿克陶站      | Akto       | 24        | 38        |                      | 신장 위구르 자치구 | 키질수 키르기스 자치주 | 아크토 현   |
| 옝기사르 역 | 英吉沙站      | Yengisar   | 28        | 66        |                      | 신장 위구르 자치구 | 카슈가르 지구          | 옝기사르 현 |
| 키질 역     | 克孜勒站      | Kezile     |           |           |                      | 신장 위구르 자치구 | 카슈가르 지구          | 옝기사르 현 |
| 마야커 역   | 马牙克站      | Mayake     |           |           |                      | 신장 위구르 자치구 | 카슈가르 지구          | 옝기사르 현 |
| 퉈러라커 역 | 托洛拉克站    | Tuoluolake |           |           |                      | 신장 위구르 자치구 | 카슈가르 지구          | 야르칸드 현 |
| 야르칸드 역 | 莎车站        | Yarkant    |           | 187       |                      | 신장 위구르 자치구 | 카슈가르 지구          | 야르칸드 현 |
| 포스캄 역   | 泽普站        | Poskam     | 23        | 210       |                      | 신장 위구르 자치구 | 카슈가르 지구          | 포스캄 현   |
| 카기리크 역 | 叶城站        | Kargilik   | 36        | 246       |                      | 신장 위구르 자치구 | 카슈가르 지구          | 카기리크 현 |
| 쿠어션 역   | 阔什站        | Kuoshan    |           |           |                      | 신장 위구르 자치구 | 호탄 지구              | 구마 현     |
| 구마 역     | 皮山站        | Guma       |           | 327       |                      | 신장 위구르 자치구 | 호탄 지구              | 구마 현     |
| 짱구이 역   | 藏桂站        | Zanggui    |           |           |                      | 신장 위구르 자치구 | 호탄 지구              | 구마 현     |
| 얼얼쓰퇀 역 | 二二四团站    | 224 Tuan   |           |           |                      | 신장 위구르 자치구 | 호탄 지구              | 카라카슈 현 |
| 카라카슈 역 | 墨玉站        | Karakax    |           | 468       |                      | 신장 위구르 자치구 | 호탄 지구              | 카라카슈 현 |
| 호탄 역     | 和田站        | Hotan      | 20        | 488       | ■허뤄 철로（건설중） | 신장 위구르 자치구 | 호탄 지구              | 호탄 시     |